# NGC 922
NGC 922 ist eine Balken-Spiralgalaxie vom Hubble-Typ SB(s)cd / pec im Sternbild Fornax am Südsternhimmel, die schätzungsweise 135 Millionen Lichtjahre von der Milchstraße entfernt ist. Ihre seltene ringförmige Struktur geht auf eine Galaxienkollision vor rund 150 Millionen Jahren zurück; sie ist die nächstgelegene Galaxie mit einer derartigen Struktur.

## Entdeckung und Erforschung
Als “very faint Nebulæ” (deutsch: „sehr schwacher Nebel“) entdeckte ihn der deutsch-britische Astronom Wilhelm Herschel am 17. November 1784 bei einer Himmelsdurchmusterung mithilfe seines 18,7 Zoll durchmessenden Teleskops, und notierten ihn als 239stem Eintrag unter dieser Rubrik, die in seinem Katalog als III. Klasse aufgenommen war. Diese Beobachtung wurde Ende des 19. Jahrhunderts im 922sten Eintrag des New General Catalogue referenziert.
Studien in den 1970er Jahren offenbarten ein ungewöhnliches Zentrum der Galaxie, weitere in den 1980er Jahren, dass die Galaxie eine erhöhte Sternentstehungsrate aufweist; Beobachtungen der Ultraviolettemission mit den Satelliten GALEX und ein Vergleich mit der Radioemission zeigten im Jahr 2006 die Ursache, den Durchtritt einer kleineren Galaxien vor 330 Millionen Jahren. Nachfolgende Studien unter Verwendung des Hubble-Weltraumteleskops bestätigen die so hervorgerufene erhöhte Sternentstehungsrate in Sternhaufen mit der Voraussetzung, dass ältere Sterne durch die Galaxienkollision davongerissen wurden; auch zeigte sich ein Sternstrom in Richtung der vermutlich an der Kollision beteiligten Galaxie.  Auch bei Untersuchungen im Röntgenlicht mit dem Chandra-Weltraumteleskop zeigen sich mehrere helle Knoten, die wahrscheinlich durch Schwarze Löcher verursacht werden, und 7 von diesen Ultraleuchtkräftige Röntgenquelle sind. Mit dieser hohen Anzahl ähnelt sie auch in diesem Aspekt der Wagenrad-Galaxie, die mit 12 dieser Röntenquellen über die höchste bekannte Anzahl dieser Objekte verfügt, und deren markante Gestalt ebenfalls durch eine Galaxienkollision entstanden ist.
Eine Analyse von langbelichteten Aufnahmen des 4 Meter durchmessenden Víctor M. Blanco Telescope im Jahr 2023 zeigte eine Regenschirmform des Sternstroms. Dies lässt die zuvor vermutete Galaxie PGC 3080368 als Kollisionspartner aufgrund einer fehlenden Verbindung durch einen Sternstrom und bei dieser Galaxie fehlenden Kollisionsspuren unwahrscheinlich erscheinen. Wahrscheinlicher ist nunmehr die weitestgehende Absorption einer kleinen Galaxie vor 150 Millionen Jahren.
Am 17. Oktober 20002 wurde in NGC 922 die Supernova SN 2002gw entdeckt.

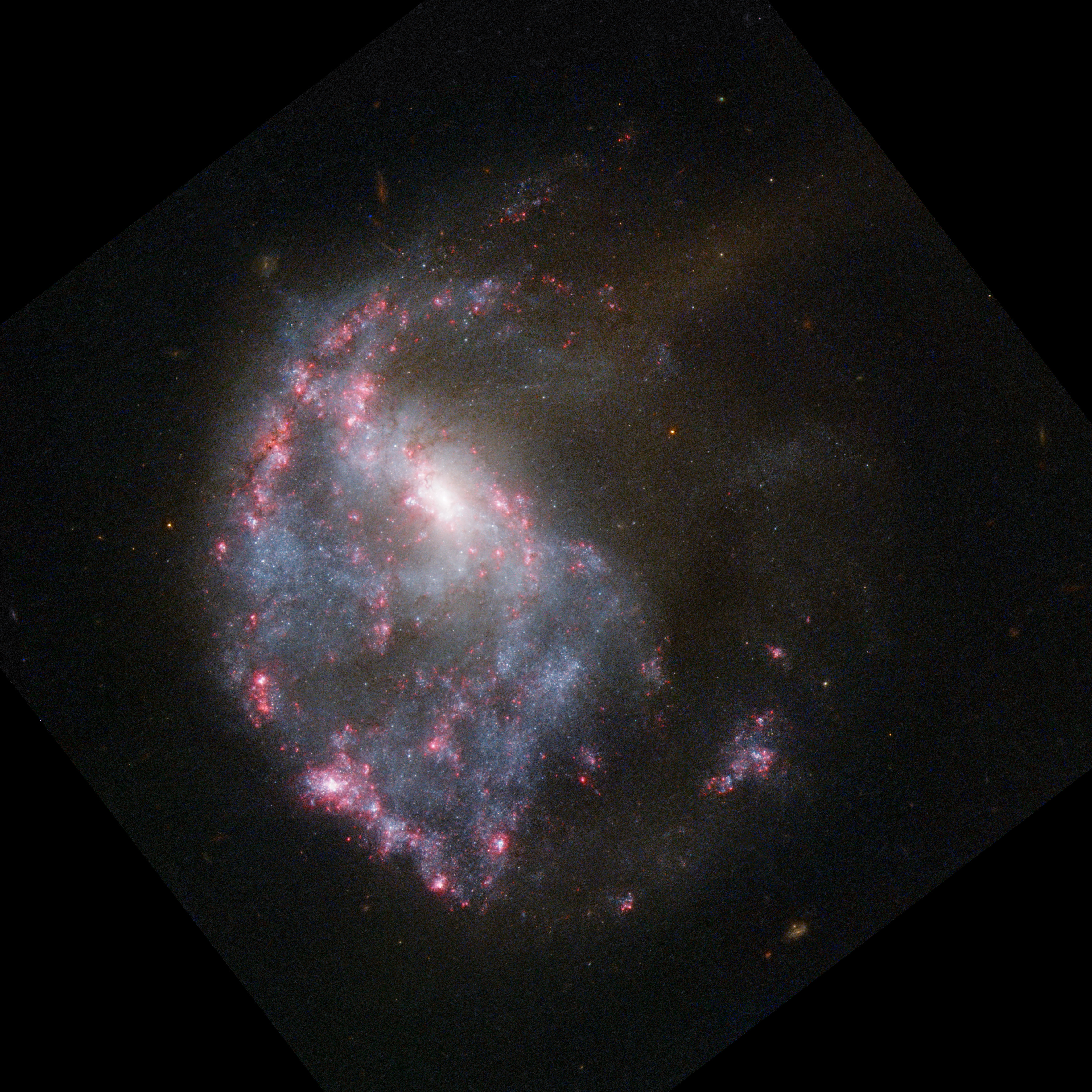
Aufnahme des Hubble-Weltraumteleskops mit dem Instrument WFC3
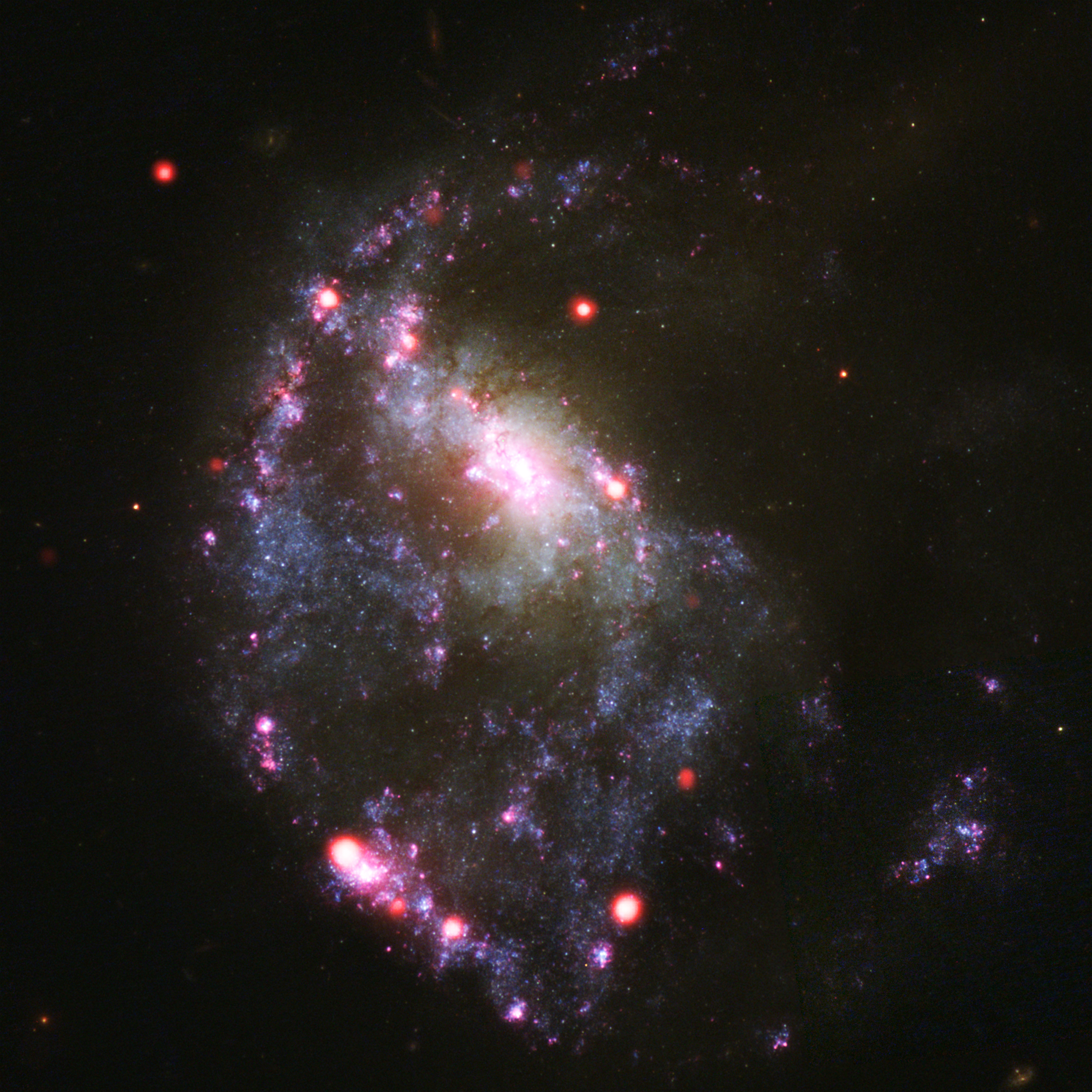
… mit Überlagerung der Röntgenstrahlung (rot), aufgenommen durch das Chandra-Weltraumteleskop